# اویاویلسا

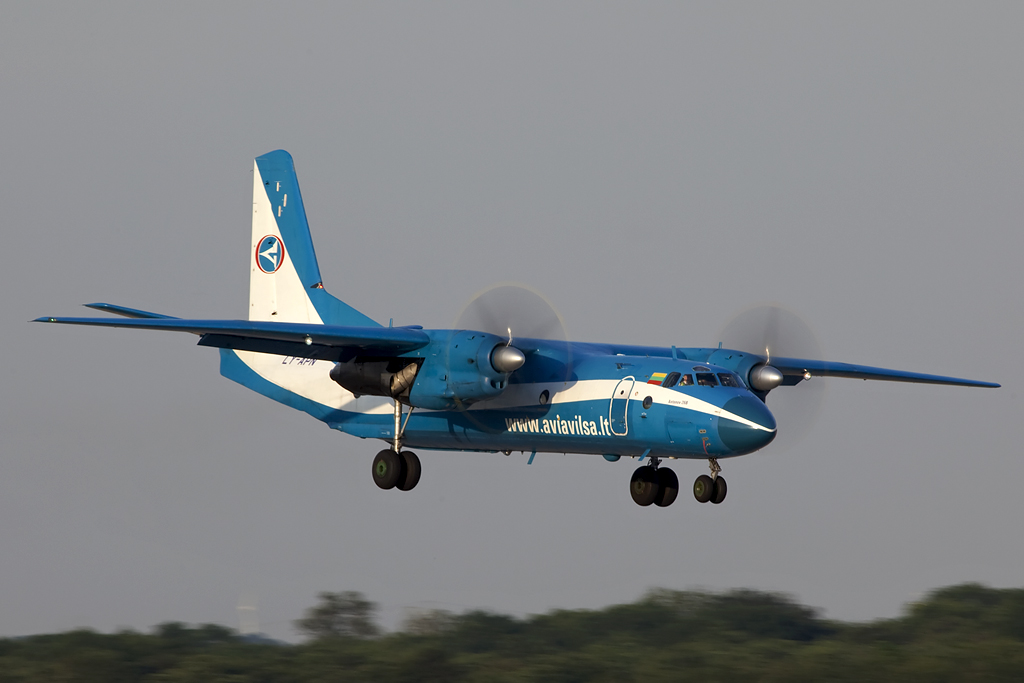
هواپیمای شرکت اویاویلسا

اویاویلسا (به انگلیسی: Aviavilsa) یک شرکت هواپیمایی است که در ۱۹۹۹ میلادی تأسیس شده‌است. دفتر مرکزی اویاویلسا در ویلنیوس، لیتوانی واقع شده‌است و قطب این شرکت هواپیمایی در فرودگاه بین‌المللی ویلنیوس قرار دارد.